# Arne Rolff
Arne Rolff, född 9 augusti 1925 i Karlstads församling i Värmlands län, död 30 juni 2008 i Uddevalla församling i Västra Götalands län, var en svensk militär.

## Biografi
Rolff avlade officersexamen vid Krigsskolan 1949 och utnämndes samma år till fänrik i armén, varefter han befordrades till löjtnant vid Värmlands regemente 1951 och till kapten vid Värmlands regemente 1961. Han var sektionschef vid staben i II. militärområdet 1962–1966 och tjänstgjorde 1966–1968 vid Jämtlands fältjägarregemente, befordrad till major 1967. Åren 1968–1973 var han sektionschef vid staben i Nedre Norrlands militärområde och befordrades till överstelöjtnant 1969. Han tjänstgjorde 1967 i Förenta Nationernas fredsbevarande styrkor på Cypern och var 1975–1976 och 1978–1979 chef för den svenska bataljonen. Från 1973 hörde han till Bohusläns regemente, där han 1982 befordrades till överste och 1982–1983 var tillförordnad regementschef samt 1983–1985 ordinarie regementschef.